# Poly I:C
Poly I:C ist ein Polymer und Analogon von doppelsträngiger RNA.

## Eigenschaften
Poly I:C besteht aus zwei polymeren Strängen von Längen zwischen 1,5 und 8 kb, einem Poly-Inosinsäure- und einem Poly-Cytidinsäure-Strang, die über Wasserstoffbrückenbindungen aneinander binden und einen Doppelstrang bilden. Poly I:C bindet in Tieren an den Toll-like Receptor 3 (TLR-3) und aktiviert ihn, wodurch in Folge die angeborene Immunantwort aktiviert wird. TLR-3 wird von B-Zellen, Makrophagen und dendritischen Zellen gebildet. Der ATC-Code von Poly I:C ist L03AX07. In Folge der Aktivierung des TLR-3 durch Poly I:C werden Interferone des Typs I gebildet.
Außer an TLR-3 bindet Poly I:C, abhängig von seiner Länge, auch an RIG-I und MDA5. Poly I:C aktiviert die Proteinkinase R.
Poly I:C wird als Adjuvans bei Impfstoffen und zur Induktion einer Apoptose in Krebszellen untersucht. Ein alternativer Agonist des TLR-3 ist RGC100, ein Poly-Guanylsäure:Poly-Cytidinsäure-Doppelstrang mit geringerer Toxizität und ungefähr 100 Basenpaaren Länge, da von TLR-3 nur die wiederholenden Ribose-Einheiten sequenzunabhängig gebunden werden und eine Aktivierung bereits ab etwa 45 Basenpaaren erfolgt.